# Clotilde Catalán de Ocón
Clotilde Catalán de Ocón y Gayolá, née le 1er mars 1863 à Calatayud et morte le 12 mai 1946 à Barcelone, est une entomologiste et poétesse espagnole. 
Première scientifique espagnole à pratiquer activement l'entomologie, elle est connue pour son étude des lépidoptères (papillon) de la Sierra de Albarracín. Elle signe ses poèmes sous le pseudonyme de La Hija del Cabriel (La fille de Cabriel).

## Biographie
Clotilde Catalán est née le 1er mars 1863 à Calatayud dans une famille aragonaise. Durant une grande partie de son enfance et de sa jeunesse elle vit à Monreal del Campo, la ville de son père. Avec sa famille, elle passe de longues périodes dans « La Campana », la maison que possèdent ses parents à Valdecabriel et qui est située dans les environs de Teruel. Sa mère, qui a fait ses études en Suisse, encourage ses deux filles, Clotilde et Blanca, à développer leur intérêt pour la botanique et les insectes.
Clotilde Catalán s'intéresse très tôt aux papillons. Elle fait ses études dans les écoles de Monreal del Campo puis de Teruel. Elle suit également les enseignements de Bernardo Zapater y Marconell, chanoine d'Albarracín grand connaisseur de la botanique et des insectes d'Espagne. Il la met en contact avec d'autres spécialistes de cette discipline. Elle devient une collectionneuse notable d’insectes et constitue une collection de lépidoptères qu’elle classe petit à petit. 
Clotilde Catalán s'est également distinguée en tant que poétesse, un passe-temps commencé dès son enfance et qui s'est étendu jusqu'au premier tiers du siècle.
En 1904, après la mort de sa mère et de sa sœur botaniste Blanca, elle s'installe à Figueras dans une propriété appartenant à sa famille maternelle. Bien qu'elle ait entretenu des relations étroites avec sa sœur, le contact avec ses neveux et son beau-frère s'est ensuite perdu. Après un long séjour à Madrid, elle s'installe définitivement à Barcelone et y meurt, à l'âge de quatre-vingt-trois ans, le 12 mai 1946. Elle est enterrée au panthéon familial au cimetière de Figueras.

## Travaux
Clotilde Catalán est connue pour ses activités d'entomologiste, où elle est considérée comme la première biologiste espagnole à pratiquer activement la discipline, et comme poétesse,.

### Une pionnière en entomologie en Espagne
En 1880, le journal de Teruel La Provincia publie le Catálogo de lepidóteros de la Señorita Blanca Catalán de Ocón. Une partie de ses citations ont ensuite été publiées dans Miscelánea Turolense (en), en 1894, sous le titre de Fauna entomológica turolense, Catálogo de los lepidópteros que han sido cazados en el valle de Valdecabriel por la Señorita Clotilde Catalán de Ocón (La faune entomologique de Teruel, Catalogue des lépidoptères chassés dans la vallée de Valdecabriel par Mlle Clotilde Catalán de Ocón), bien que l'ouvrage porte la signature de Bernardo Zapater,. La publication liste 54 papillons avec le nom scientifique correspondant. 
Zapater écrit au sujet de cette collection : « La jeune et distinguée Mademoiselle Clotilde Catalán de Ocón, dont nous promettons beaucoup l'amour des lépidoptères, a attiré l'attention des entomologistes pour les espèces rares qui ont pu être capturées dans la Vallée de Valdecabriel, pouvant citer entre autres, Colias edussa, Hyale, Polyommatus gordius, Lyaena baetica et Coridon, Lyccena damon, Melitaca artemis, une belle Melitacca parthenie très rare dans notre pays, et Coenonympha iphioides qui est une variété subalpine très intéressante ». 

### Les poèmes de «La hija del Cabriel»
Clotilde Catalán est également connue comme poétesse. Ses collaborations dans la presse de l'époque étaient fréquentes, avec le pseudonyme « La hija del Cabriel »,  avec des compositions d'un caractère nettement romantique et mélancolique. Ses poèmes bucoliques portent sur les vertus humaines et les sensations au contact de la nature. Les références à la région dans laquelle elle a vécu abondent dans ses textes, comme « A mi valle », « El Sueño del Cabriel » ou « La Sierra de Albarracín », et dans ses élégies Súplica, Tristeza, Cantares, Del Pasado, Ayer y Hoy o Adiós a Valdecabriel.

## Œuvres
- (es) Clotilde Catalán, « Contestación a la poesía 'El ruiseñor de mi jardín', publicada por D. José Mª Catalán en un periódico de Alcañiz » [« Réponse au poème « Le rossignol dans mon jardin », publié par José Mª Catalán dans un journal d'Alcañiz. »], Revista del Turia,‎ 1er février 1888
- (es) Clotilde Catalán, « A mi valle, A Manolita y José María, Adiós al valle, No te olvido... » [« À ma vallée, À Manolita et José María, Adieu à la vallée, je ne t'oublierai pas... »], El Turolense,‎ 8 avril 1888
- (es) Clotilde Catalán, « A una Fly dans El Eco de Teruel, Ante la tumba de mi madre » [« Une mouche dans El Eco de Teruel, Devant la tombe de ma mère »], Miscelánea Teruelense,‎ 1889

## Hommage
Clotilde Catalán réalise un investissement immobilier à Ciudad Lineal (Madrid). Pour cette raison, une rue « Clotilde Catalán » lui est dédiée dans le quartier jusqu'au milieu des années 1950. Elle est ensuite rebaptisée sous l'Espagne franquiste.

## Liens externes
- Notice dans un dictionnaire ou une encyclopédie généraliste :   - Diccionario Biográfico Español
- Notices d'autorité :   - VIAF
  - Espagne
  - Catalogne